# Mirjam Pressler

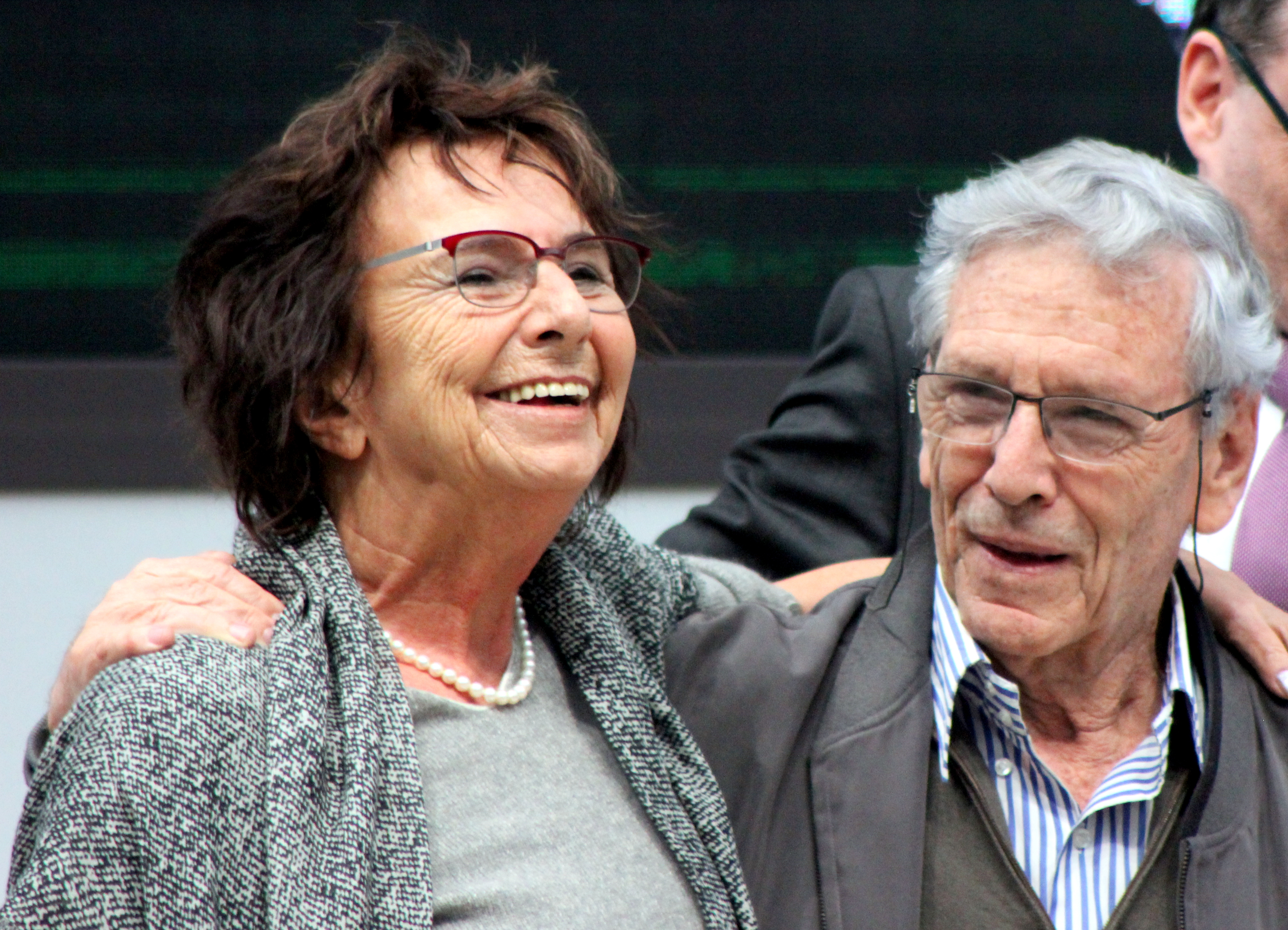
Mirjam Pressler și Amos Oz la târgul de carte de la Leipzig din 2015

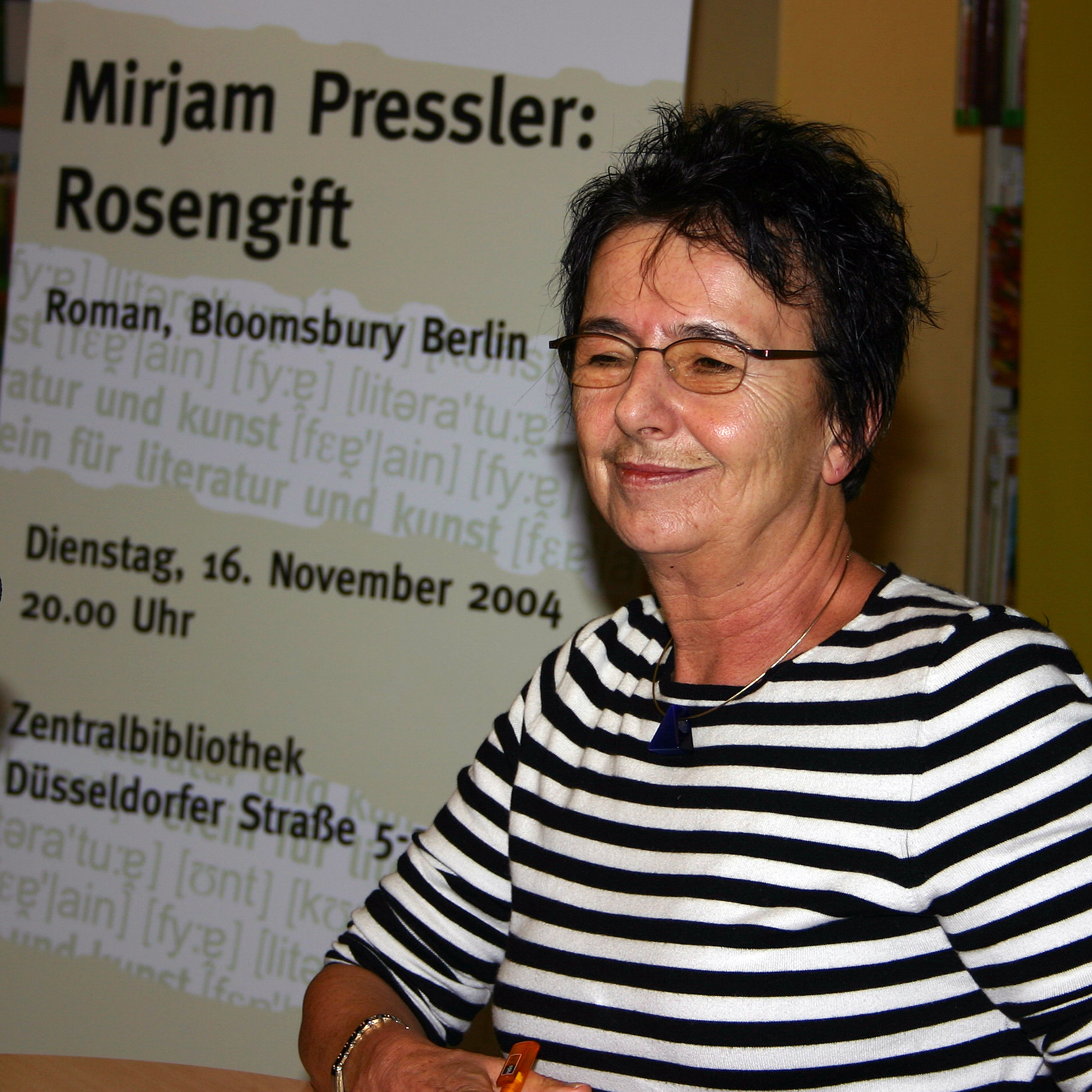
Mirjam Pressler, după o lectură din romanul Rosengift la Biblioteca Centrală din Duisburg, 2004

Mirjam Pressler (n. 18 iunie 1940, Darmstadt, Germania – d. 16 ianuarie 2019, Landshut, Bavaria, Germania) a fost o scriitoare și traducătoare germană. Ea este considerată una dintre dintre cele mai de succes autoare germane de cărți pentru copii și tineret, dar a scris și cărți pentru adulți și a tradus opere literare din ebraică, engleză, olandeză și afrikaans în limba germană.

## Biografie
Mirjam Pressler este copilul nelegitim al unei mame evreice. La naștere, numele ei era Mirjam Gunkel. Ea a crescut în centre de plasament. A urmat gimnaziul la Darmstadt și Bensheim, apoi a studiat la Hochschule für Bildende Künste din Frankfurt pe Main și la Facultatea de Litere din München și a petrecut un an într-un kibuț din Israel. A fost căsătorită cu un cetățean israelian și are trei fiice. În 1970 Mirjam Pressler a revenit la München și a devenit scriitoare profesionistă.

## Activitatea literară
Cărțile ei confruntă cititorii cu probleme reale din viața copiilor și tinerilor în trecut și în prezent și prezintă situații dificile de viață. Ele nu oferă speranța găsirii unei soluții simple. În cele din urmă, cu toate acestea, de multe ori se pare de încredere. La sfârșitul anului, dar se pare că de multe ori Încrederea. Tema Holocaustului apare în mai multe dintre cărțile ei: în Malka Mai este vorba despre lupta pentru supraviețuire a unei fetițe evreice de opt ani.
„Mi se pare fascinant atunci când oamenii reușesc să reconstruiască ceva din sticlă spartă și moloz.”
Elemente biografice, chiar și autobiografice, sunt prezente de multe ori în cărțile ei, dar ele formează doar baza narațiunilor.
Mirjam Pressler a desfășurat o bogată activitate de traducător, traducând peste 300 de titluri din ebraică, engleză și neerlandeză în germană, inclusiv opere de John Steinbeck (Șoareci și oameni), Peter van Gestel, Uri Orlev (Lauf, Junge, lauf), Amos Oz (Printre prieteni, Iuda), Orly Castel-Bloom sau Zeruya Shalev. Una dintre principalele sale lucrări este elaborarea ediției critice a Jurnalului Annei Frank. Romanul Grüße und Küsse an alle. Die Geschichte der Familie von Anne Frank a fost punctul central al festivalului de lectură Frankfurt liest ein Buch 2015.

## Cărți (selecție)
- 1980: Bitterschokolade, Beltz & Gelberg (Weinheim), ISBN 978-3-40780630-7.
- 1981: Kratzer im Lack, roman
- 1981: Nun red doch endlich, roman pentru copii
- 1981: Stolperschritte, roman. Spectrum (Stuttgart), ISBN 978-3-79761354-7.
- 1982: Novemberkatzen, roman pentru copii
- 1982: Zeit am Stiel, roman
- 1984: Katharina und so weiter, povestiri
- 1984: Nickel Vogelpfeifer, povestiri
- 1984: Riesenkuß und Riesenglück
- 1986: Mit vierundsechzig stirbt man nicht, roman polițist
- 1987: Goethe in der Kiste
- 1987: Jessi, ich schenk dir meinen Wackelzahn
- 1988: Bär Brumm Bär
- 1990: Jessi – Lutzibutzi spinnt
- 1990: Wer sich nicht traut, ist ein Feigling. Geschichten zum Mutmachen
- 1992: Der schönste Hund der Welt
- 1992: Ich sehne mich so. Die Lebensgeschichte der Anne Frank
- 1992: Sieben und eine Hex. Hexengeschichten
- 1994: Auch Vampire können sich irren und andere Geschichten zum Gruseln
- 1994: Wenn das Glück kommt, muss man ihm einen Stuhl hinstellen, roman. Beltz & Gelberg Weinheim, ISBN 978-340779648-6.
- 1995: Jessi, Eine Sekunde nicht aufgepasst
- 1995: Jessi und die Tante Dorothea
- 1997: Ben und Lena im Kindergarten
- 1997: Ben und Lena und das Kätzchen
- 1998: Ben und Lena gehen einkaufen
- 1999: Ben und Lena gehen zum Arzt
- 1999: Geschichten von Jessi
- 1999: Shylocks Tochter. Venedig im Jahre 1568, Ghetto von Venedig 5327/8, roman
- 2000: Ben und Lena freuen sich auf Weihnachten
- 2000: Neues von Jessi
- 2001: Malka Mai, roman
- 2002: Für Isabel war es Liebe, roman
- 2003: Die Zeit der schlafenden Hunde, roman
- 2004: Rosengift, roman
- 2005: Wundertütentage, roman pentru copii
- 2007: Golem, stiller Bruder, roman
- 2009: Nathan und seine Kinder, roman pentru copii. Beltz & Gelberg, Weinheim, ISBN 978-3-40781049-6.
- 2009: Grüße und Küsse an alle. Die Geschichte der Familie von Anne Frank (împreună cu Gerti Elias), S. Fischer Verlag, Frankfurt pe Main, ISBN 978-3-10-022303-6.
- 2011: Ein Buch für Hanna, roman. Beltz & Gelberg, Weinheim, ISBN 978-3-40781079-3.
- 2011: Guten Morgen, gute Nacht, povești. Ilustrații: Helga Bansch, Beltz & Gelberg, Weinheim, ISBN 978-3-407-79338-6.
- 2013: Wer morgens lacht, roman, Beltz & Gelberg, Weinheim, ISBN 978-3-407-81143-1.

## Premii și distincții
- 1980: Premiul cărții pentru copii și tineret de la Oldenburg, pentru Bitterschokolade
- 1981: La vache qui lit pentru Stolperschritte
- 1994: Deutscher Jugendliteraturpreis, Premiul special pentru traducere
- 1995: Deutscher Jugendliteraturpreis, pentru Wenn das Glück kommt, muß man ihm einen Stuhl hinstellen
- 1995: La vache qui lit, pentru Wenn das Glück kommt, muß man ihm einen Stuhl hinstellen
- 1998: Premiul Friedrich Bödecker
- 1998: Crucea Federală de Merit cl. I
- 2001: Medalia Carl Zuckmayer
- 2001: Marele premiu al Academiei germane de literatură pentru copii și tineret e.V. Volkach
- 2001: Eule des Monats
- 2001: La vache qui lit pentru Malka Mai
- 2002: Pro meritis et scientiae litterarum
- 2002: Deutscher Bücherpreis, pentru Malka Mai
- 2004: Deutscher Bücherpreis pentru întreaga activitate
- 2004: LesePeter februarie, pentru Die Zeit der schlafenden Hunde
- 2005: Deutsche Medialen, pentru cartea Robin Hood
- 2006: Ordinul De Merit Bavarez
- 2008: Esel des Monats martie 2008, pentru Shylocks Tochter
- 2008: Premiul Jane Scatcherd
- 2009: Premiul internațional de carte Corine, pentru Nathan und seine Kinder
- 2010: Deutscher Jugendliteraturpreis, premiul special pentru întreaga activitate
- 2013: Medalia Buber Rosenzweig
- 2015: Premiul târgului de carte din Leipzig pentru traducerea din ebraică a cărții Iuda a lui Amos Oz în secțiunea Traduceri
- 2015: Premiul pentru literatură internațională – Haus der Kulturen der Welt pentru traducerea cărții Iuda de Amos Oz
- 2017: Premiul pentru literatură al orașului München, pentru întreaga activitate

## Ecranizări
- 1985: Novemberkatzen. Regie: Sigrun Koeppe.

## Legături externe
- de  Mirjam Pressler Arhivat în 16 august 2017, la Wayback Machine. în Catalogul Bibliotecii Naționale a Germaniei (Informații despre Mirjam Pressler[nefuncțională]
 • PICA[nefuncțională]
 • Căutare pe site-ul Apper)
- Offizielle Homepage von Mirjam Pressler
- Mirjam Pressler auf lyrikwelt.de Arhivat în 12 august 2013, la Wayback Machine.
- de  Mirjam Pressler în Perlentaucher
- Interview mit Mirjam Pressler auf der Blauen Seite Arhivat în 1 martie 2014, la Wayback Machine.
- Profil bei der Erlanger Übersetzerwerkstatt Arhivat în 2 mai 2019, la Wayback Machine.